# Новошицька ГЕС
Новошицька ГЕС — мала гідроелектроста́нція на річці Бистриця Тисменицька поблизу села Новошичі Дрогобицького району Львівської області.

## Історія
Новошицьку гідроелектростанцію було введено в експлуатацію у 1950 році. З водосховища Новошицької ГЕС здійснював забір води Дрогобицький Нафтопереробний завод.
З 1983 року не експлуатувалася. У 2013 році було повністю відновлено та запущено в дію. 
Належить ТОВ «Акванова Інвестмент». 
Новошицька мала ГЕС має 3 генератори струму сумарною потужністю 180 кВт. Генератори асинхронного типу. Турбіни сифонного типу. На ГЕС встановлено людино-машинна взаємодія за допомогою, якого оператор може керувати, а також корегувати роботу гідроелектростанції. Робота гідроелектростанції запрограмована на програмованому логічному контролері, станція працює в повністю автономному режимі, також передбачено ручний режим роботи.